# COLT Technology Services
COLT Techology Services és una empresa de telecomunicacions amb seu al Regne Unit activa a tretze estats d'Europa. Antigament es deia City of London Telecommunications, denominació de la qual va mantenir l'acrònim.
Proveeix serveis de telecomunicacions a empreses a grans zones metropolitans. El grup és llistat a la borsa de Londres i forma part de l'índex FTSE 250. L'empresa subministra serveis de veu, dades i serveis gestionats a uns 50.000 pimes, grans empreses i clients a l'engròs de tots els sectors. La companyia disposa de xarxa de fibra òptica integrada de 20.000 kilòmetres que connecta uns 10.000 edificis a 32 ciutats europees de tretze països i tretze centres de solucions Internet. Disposa de dos centres de càlcul a Espanya: Madrid i Barcelona. És present a València tot i no tenir-hi cap centre de dades.